# Оре (річка)

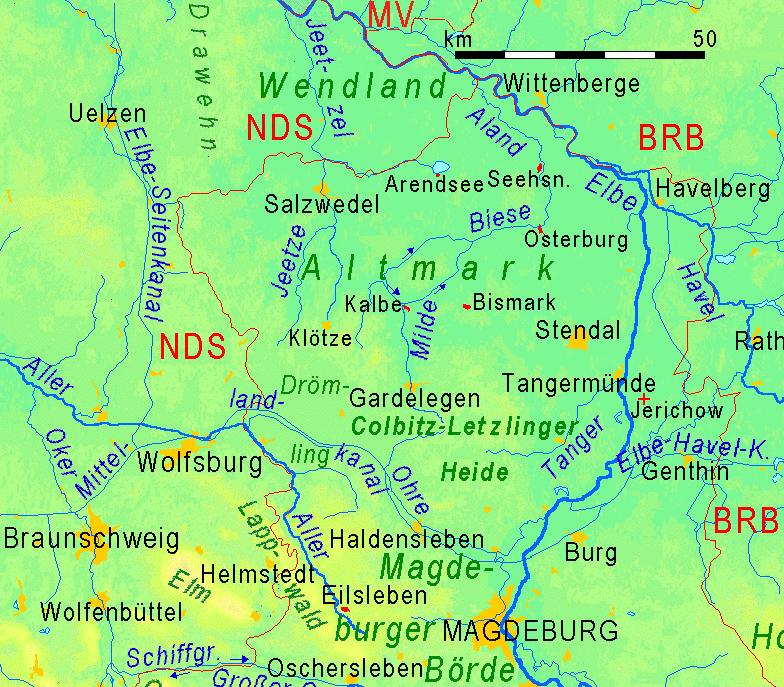
Річка Оре (Ohre) на мапі Альтмарку

Оре (нім. Ohre) — річка в Німеччині, ліва притока Ельби.

## Географія
Річка бере початок в Ордорфі, на північ від Вольфсбурга (земля Нижня Саксонія), тече переважно на південний схід. У верхній течії служить кордоном між землями Нижня Саксонія і Саксонія-Ангальт (до Ебісфельде-Веферлінгена), а з 1949 по 1990 рік ця ділянка річки була частиною державного кордону між ФРН та НДР. Впадає в Ельбу в комуні Рогец на північ від Магдебурга.
Площа басейну річки становить 1503 км². Загальна довжина річки 103 км. Висота витоку 75 м. Висота гирла 35 м. У Саксонії-Ангальт паралельно до річки проходить Середньонімецький канал. Частина басейну річок Аллер і Оре, а також частина каналу входить у природний парк Дремлінг, створений 1990 року.
Міста, розташовані на берегах річки: Віттінген, Кльотце, Ебісфельде-Веферлінген, Гальденслебен, Вольмірштедт.

## Галерея

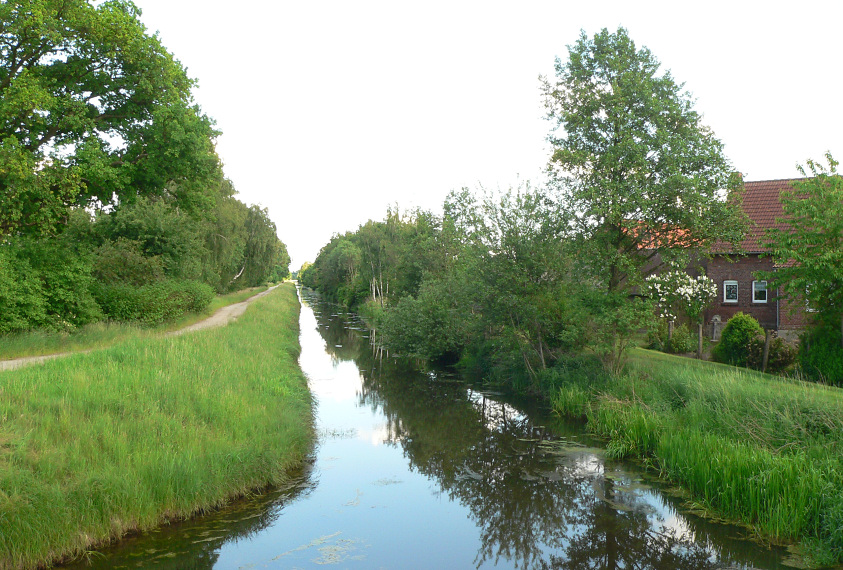
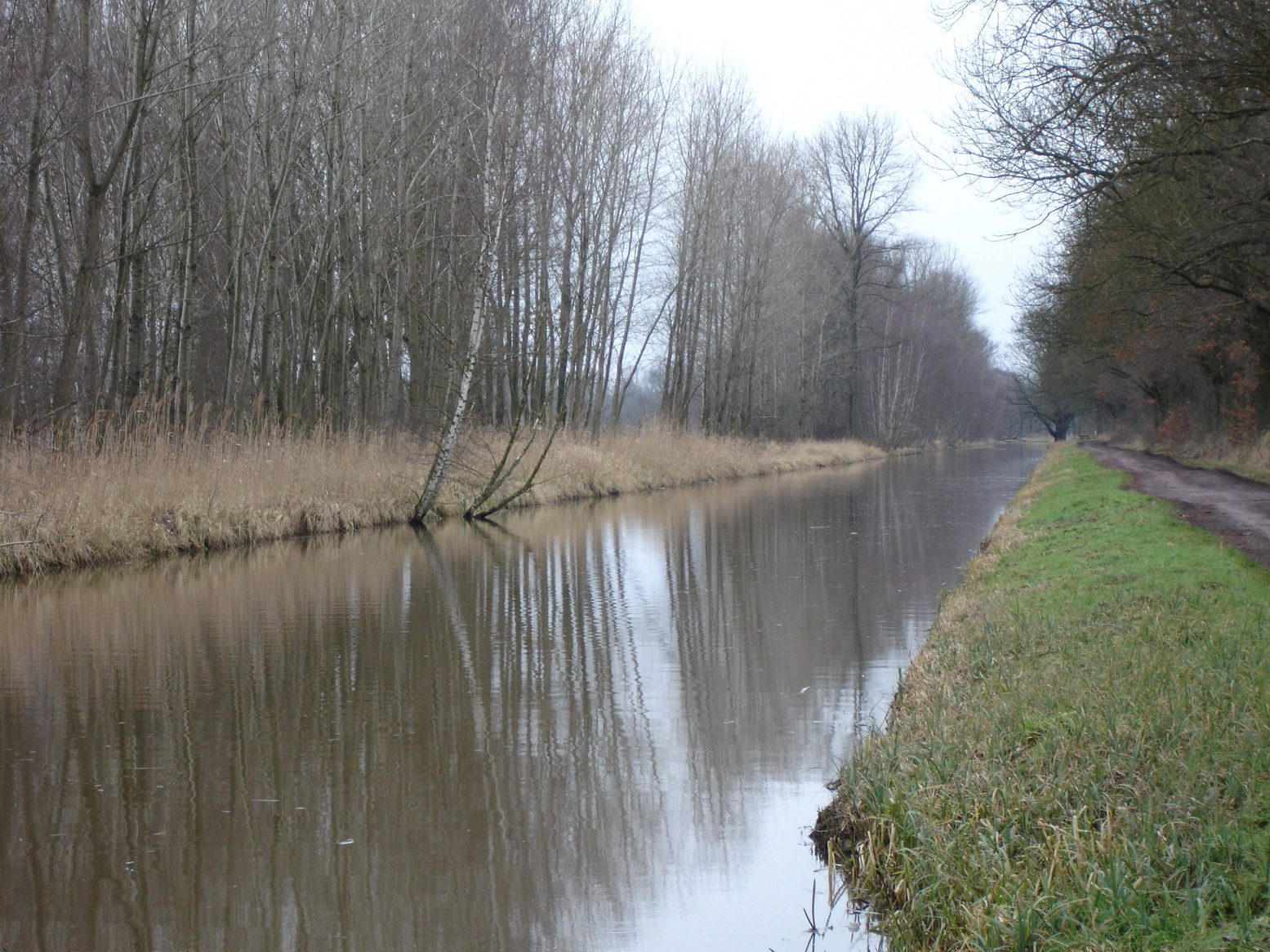
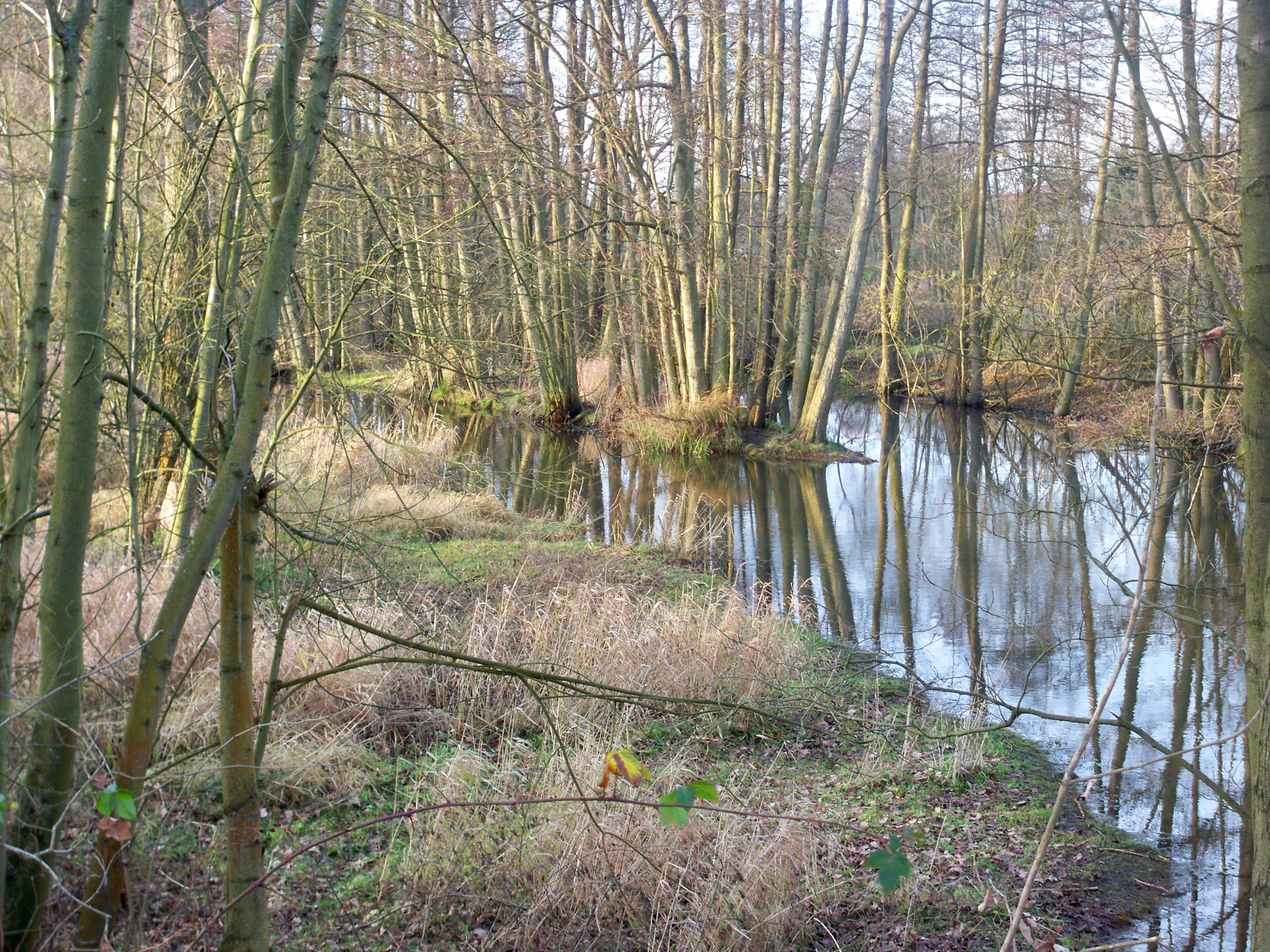
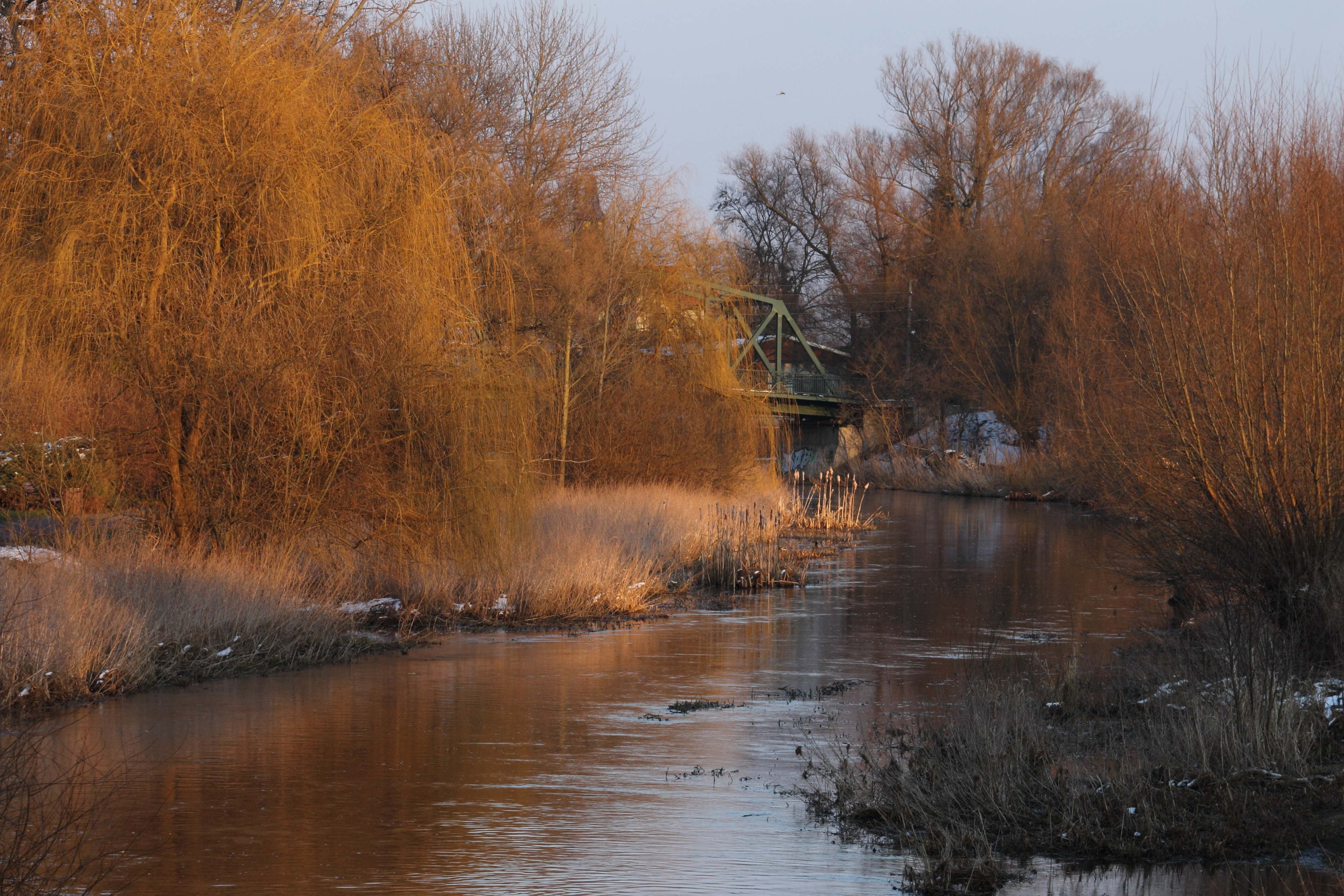